# Britt Johansen
Pour les articles homonymes, voir Johansen.
Britt Johansen est une ancienne handballeuse internationale norvégienne.
Avec l'équipe de Norvège, elle participe notamment au Championnat du monde 1982.